# Prosopocera aliena
Prosopocera aliena är en skalbaggsart som beskrevs av Edgar von Harold 1879. Prosopocera aliena ingår i släktet Prosopocera och familjen långhorningar.
Artens utbredningsområde är Angola. Inga underarter finns listade i Catalogue of Life.